# Strangalomorpha austera
Strangalomorpha austera là một loài bọ cánh cứng trong họ Cerambycidae.